# 전조 (세금)
전조(田租)는 역대 조세(租稅) 중의 하나이다. 조용조(租庸調) 중 조(租)의 하나로서, 토지에 부과하는 조세를 전조(田租), 또는 지조(地租)라 하였으며, 현물세로서 곡물로 바쳤다.
전조의 세율(稅率)은 십일제(什一制)라 하여 수확의 10분의 1을 전조로 바쳤으며, 과세 방법은 관리가 그 해 농작 상황을 실지 답사하여 상·중·하의 등급을 정하여 과세하던 답험손실법(踏驗損失法)을 고려 이후부터 채택해 오다가 폐단이 많아 세종 때 전분육등(田分六等)과 연분구등법(年分九等法)에 따라 과세했다. 수조(收租)의 경우에는 지주(地主)인 수조권자(收租權者)의 수입이 되었다. 그리하여 국가에서는 ‘세(稅)’를 마련하여 수조권자가 받은 전조(田租) 중에서 1결(結)에 대하여 2말(斗)씩 받았다. 그러나 조선 성종 이후 직전법이 실시된 후에는 조(租)와 세(稅)가 구별 되지 않아 모두 전조(田租), 또는 전세(田稅)라 하였다.

## 같이 보기
- 조용조

## 참고 자료
- 이 문서에는 다음커뮤니케이션(현 카카오)에서 GFDL 또는 CC-SA 라이선스로 배포한 글로벌 세계대백과사전의 "조선 왕조의 경제·사회적 구조" 항목을 기초로 작성된 글이 포함되어 있습니다.